# Somerset Butler (1er comte de Carrick)
Somerset Hamilton Butle (6 septembre 1718 - 15 avril 1774) est un pair irlandais.

## Biographie
Il est le fils de Thomas Butler, (6e vicomte Ikerrin) et Margaret Hamilton. Il succède à son frère James Butler en tant que 8e vicomte Ikerrin le 20 octobre 1721. Il est ensuite nommé au Conseil privé d'Irlande le 14 avril 1746. Il obtient un LL.D. Diplôme honorifique de l'université de Dublin le 23 février 1747. Il est créé le 10 juin 1748, comte de Carrick (deuxième création,. Le nom « Carrick » fait référence à la ville de Carrick-on-Suir dans le comté de Tipperary. C'est aussi le titre de son ancêtre éloigné, Edmund Butler, comte de Carrick (de la première création).

## Mariage et enfants
Le 18 mai 1745, il épouse Juliana Boyle, fille d'Henry Boyle, (1er comte de Shannon) et Henrietta Boyle. Ils ont cinq enfants.
1. Henry Butler, (2e comte de Carrick) (19 mai 1746 - 20 juillet 1813), épouse Sarah Taylor.
2. James Butler (5 août 1747 - décembre 1747)[3].
3. Margaret Butler (23 janvier 1748 - avril 1775), mariée à Armar Lowry-Corry.
4. Henrietta Butler (15 août 1750 - 20 juin 1785), mariée à Edmund Butler.
5. Pierce Butler-Cooper (15 août 1750 - 5 mai 1826), marié à Catherine Roth, fille de Richard Roth.